# Tom Clancy's Splinter Cell (jeu vidéo)
Tom Clancy's Splinter Cell est un jeu vidéo d'infiltration développé par Ubisoft Montréal au Québec. La participation de l'écrivain Tom Clancy dans la rédaction du scénario a permis de renforcer l'aspect réaliste de l'histoire, notamment grâce à l'utilisation de thèmes d'actualité.
Le héros, Sam Fisher, est un ancien commando de marine de l'US Navy SEALS devenu agent d'élite d'Echelon 3, une entité secrète de la NSA (National Security Agency). Hyper-entraîné dans l'art du déplacement furtif, de l'infiltration et de l'utilisation des technologies de la guerre de l'information, il sait se glisser d'une zone d'ombre à l'autre afin de réaliser les objectifs qui lui ont été assignés (collecte de renseignements, sabotage, etc.), tout en se méfiant des gardes, qui n'hésiteront pas à l'abattre s'il n'est pas assez discret, pour se faufiler derrière eux sans être vu.
Le succès du jeu a permis de donner naissance à la série de jeux Splinter Cell écoulés à 32 millions d'exemplaires dans le monde. Un remake utilisant le moteur de jeu Snowdrop est en développement par Ubisoft Toronto.

## Trame

### Synopsis
Le but de Sam Fisher et d'Echelon 3 est d'empêcher une troisième guerre mondiale entre les États-Unis et la Chine.
En avril 2004, le président de la Géorgie est assassiné, permettant au milliardaire géorgien Kombayn Nikoladze de s'approprier le pouvoir via un coup d'état pacifique. En août, l'ex-agent de l'U.S. Navy SEAL et vétéran de la guerre du golfe Sam Fisher est recruté par la NSA pour travailler au sein d' "Echelon 3", organisation d'espionnage récemment constituée. Son nouveau supérieur et vieil ami Irving Lambert le présente à l'experte en informatique "Grim" Anna Grimsdottir ainsi qu'au responsable du transport Vernon Wilkes Jr.
En octobre, Fisher est envoyé à Tbilissi pour enquêter sur la disparition de deux agents de la CIA. Il doit d'abord rencontrer un informateur, Thomas Gurgenidze, seulement lorsqu'il le trouve, il meurt dans l'incendie d'un immeuble. Celui-ci a juste le temps de lui dire que les transmissions de l'un des agents pourraient déclencher une guerre. Trouvant les corps des agents dans la morgue du poste de police, Fisher apprend qu'un ancien Spetsnaz, Vyacheslav Grinko, leur a retiré leurs implants intradermiques. Connaissant le numéro de sa plaque d'immatriculation Echelon 3 le piste grâce aux caméras de surveillances jusqu'au ministère de la défense géorgien.
Fisher arrive au ministère et enregistre une discussion entre Grinko et un hacker canadien, Phillip Masse ; Il apprend que Nikoladze a mené une opération illégale en Azerbaïdjan. Grim pirate  l'ordinateur de Nikoladze, et apprend que Nikoladze a mené une campagne de nettoyage ethnique en Azerbaïdjan, en utilisant des cellules de commando Géorgien. En représailles, les forces de l'OTAN entrent en Azerbaïdjan, forçant Nikoladze à se cacher.
La NSA informe Echelon 3 que les soldats Géorgiens stationnés sur une plate-forme pétrolière de la mer Caspienne ont échangé des données avec le Palais Présidentiel Géorgien. Fisher infiltre la plate-forme, seulement l'OTAN a envoyé des avions de combat pour bombarder l'installation. Fisher découvre que le technicien Piotr Lejava est chargé de récupérer les données de l'ordinateur de forage avant que le site ne soit détruit. L'extraction nécessitant une clé de chiffrement, Fisher le laisse faire et l'interroge ensuite pour découvrir l'existence de "L'Arche", Fisher récupère son ordinateur portable et la clé de chiffrement avant d'être extrait.
Examinant l'ordinateur portable de Lejava, Grim révèle que des données pourraient venir d'une taupe de la CIA avant que les États-Unis ne soient frappés par une cyber attaque massive, principalement dirigée contre l'armée. Dans une vidéo, Nikoladze prend la responsabilité de l'attaque et déclare officiellement la guerre aux américains et à leurs alliés. Fisher infiltre le quartier général de la CIA et accède à l'ordinateur centrale, permettant à Grim de découvrir l'origine de la fuite de données : l'ordinateur de Mitchell Dougherty. Capturé pour être interrogé, Dougherty prétend ignorer la fuite, mais la NSA apprend que son trouble obsessionnel compulsif est la raison pour laquelle il a négligé la sécurité de son ordinateur, qui a été espionné par une société d'informatique : Kalinatek.
Conscient que leur opération est compromise, les mafieux géorgiens tentent de détruire tous les liens existant entre Nikoladze et les bureaux de Kalinatek en voulant détruire l'immeuble et tuer les employés. Venant d'intercepter un appel au 911 d'un technicien nommé Ivan, Lambert informe Fisher que le FBI veut le sauver, mais Fisher a besoin de la clef de chiffrement d'Ivan. Fisher l'extrait avec l'aide de Wilkes, qui meurt au cours de la fusillade. En utilisant la clé de chiffrement, la NSA découvre que Nikoladze a utilisé un réseau privé pour relayer ses communications avec ses soldats. La NSA remonte la piste jusqu'à l'ambassade de chine au Myanmar. Inquiet qu'une alliance entre la Géorgie et la Chine ne débouche sur une troisième guerre mondiale, Fisher s'infiltre dans l'ambassade et espionne une conversation entre Nikoladze et le général Kong Feirong, et apprend qu'ils travaillent bien ensemble.
Apprenant la capture de plusieurs soldats américains et dignitaires chinois dans un abattoir local, Fisher va interroger Feirong pour sauver les otages, dont l'exécution filmée et diffusée à la TV est prévue. Fisher libère les dignitaires chinois, et apprend que Feirong agissait sans l'accord de son gouvernement. Fisher est repéré, une fusillade éclate au cours de laquelle Fisher est forcé de tuer Grinko. Retournant à l'ambassade, Fisher rencontre un Feirong saoul  et le force à déverrouiller son ordinateur avant qu'il ne se suicide; la machine révèle que Nikoladze est retourné en Géorgie pour essayer de récupérer "L' Arche" qui n'est autre qu'une bombe nucléaire.
Infiltré au sein du palais présidentiel géorgien dans lequel se trouve Nikoladze et le nouveau président Varlam Cristavi, Fisher tente de récupérer la clef de l'Arche, le dispositif se trouvant en réalité quelque part aux États-Unis. Fisher surprend Nikoladze en train de négocier la récupération de cette clé avec les hommes de Cristavi, mais avant que Fisher ne puisse la voler, l'armée géorgienne le surprend et emmène Nikoladze et la clef ailleurs. Avant d'être exécuté, Fisher s'échappe quand Lambert déclenche une brève coupure de courant. Après avoir découvert que Nikoladze offre l'emplacement de l'Arche en échange de sa protection, Fisher l'assassine. Découvrant l'Arche, l'armée américaine fait évacuer un complexe d'appartements de Hope Gate dans le Maryland sous prétexte d'une fuite de gaz, voulant garder l'affaire de l'Arche secrète.
Malgré le fait d'avoir évité la troisième guerre mondiale, la mort de Nikoladze engendre de vives réactions internationales à cause des circonstances suspectes de sa mort. Alors qu'il est en train de regarder le discours du président au sujet de la crise à la télé, Fisher reçoit un appel de Lambert sur son téléphone sécurisé qui le renvoie en mission.

### Personnages principaux
- Sam Fisher – Le personnage principal. Ancien commando de l'US Navy, il travaille dans une entité secrète de la NSA : Echelon 3.
- Irving Lambert – Chef des opérations, il assure la liaison entre les agents, tel Sam Fisher, et les décideurs d'Echelon 3. Il donne les objectifs à Sam, et le contacte régulièrement pour l'informer des nouveaux objectifs.
- Vernon Wilkes, Jr. – Coordinateur de l'équipement et du transport des agents de terrain. Il dépose les agents au point de départ de la mission, et les récupère au point d'extraction. Il meurt à la fin d'une mission (décédé d'une rafale d'AK-47, alors qu'il descendait de l'Osprey) ; Coen prendra alors son poste.
- Anna Grimsdóttír – L'experte d'Echelon 3 en sécurité, en informatique et confidente d'Irving Lambert. Elle aussi contactera régulièrement Fisher, pour lui donner des informations utiles à la mission.
- Kombayn Nikoladze – L'ennemi numéro 1 du jeu. Il est le président de la Géorgie, et veut affaiblir l'Amérique avec son pouvoir et ses ressources militaires. Il lance une guerre technologique contre les États-Unis, avant de se cacher, de peur de se faire capturer. Il est à la tête d'une organisation terroriste, et est exécuté par Fisher au Palais Présidentiel.
- Vyacheslav Grinko – Ancien soldat des Spetsnaz, il est le commandant militaire des terroristes de Nikoladze. Il est tué par Fisher dans un abattoir à la suite d'une prise d'otage de soldats américains et de gouverneurs chinois.
- Phillip Masse – Hacker canadien, il est l'arme technologique de Nikoladze.
- Kong Feirong  - Général de l'armée chinoise, il essayera de déclencher la guerre contre les États-Unis, il agit sans l'accord du gouvernement chinois, il est allié avec Nikoladze mais sera trahi par celui-ci. Il est tué par Fisher dans son bureau.
- Frances Coen  - Remplaçante de Wilkes après son décès.
- Varlam Cristavi  - Nouveau président Géorgien nommé par la C.I.A.
- Georges Hamlett  - Chauffeur de Grinko, il se fait interroger par Sam au Ministère de la défense. Il se révèle très coopératif.

### Liste des missions

#### Campagne principale
Mission 1 : Entraînement
Dans cette mission, Sam s'entraîne et fait connaissance avec Lambert et Wilkes. Bienvenue à la NSA !
Mission 2 : Poste de police de T'bilisi 
La première mission de terrain se déroule a T'bilisi en Géorgie. Fisher doit trouver Gurgenidze dans un entrepôt enflammé où celui-ci décédera, puis courir à la maison de Blaustein pour trouver sa boîte noire. Il devra infiltrer le commissariat et localiser les agents Alice Madison et Robert William Blaustein. Mais Sam les trouvera par la suite dans la  morgue du commissariat, morts.
Mission 3 : Ministère de la défense
Grinko et Masse ont rendez-vous au ministère de la Défense géorgien. Sam intercepte la communication dans l'ascenseur en verre. Il infiltre le bureau de Nikoladze et pirate son ordinateur. Lorsque Fisher découvre que Nikoladze est le responsable d'une "invasion" en Azerbaïdjan, le pays voisin, c'est la guerre.
Mission 4 : Raffinerie de pétrole 
C'est en plein cœur de la mer Caspienne que se déroule cette opération. Un informaticien de Nikoladze du nom de Piotr a une mallette accrochée au poignet. Elle contient un portable. Pendant la mission, Fisher suivra Piotr sans se faire repérer et l'interrogera. Il aura le soutien de l'armée de l'air de l'OTAN.
Mission 5 : QG de la CIA 
Les recherches de Grimsdottir ramènent à une taupe infiltrée au sein de la célèbre agence : la CIA. Sam ne peut tuer personne et n'est pas armé mais il trouvera un SC-20k dans le magasin. Il se connecte au serveur central de le CIA pour savoir d'où vient la fuite. La taupe s'appelle Mitchell Dougherty ; il aurait eu des problèmes psychologiques l'amenant à utiliser un PC pas très sécurisé. Fisher pirate l'ordinateur de Dougherty pour y placer un mouchard. Il finira par le capturer et le ramener au point d'extraction avec Wilkes et John Baxter, un spécialiste dans l'interrogation.
Mission 6 : Kalinatek 
Sam doit infiltrer un immeuble où des mercenaires de Nikoladze sont en train d'effacer les éléments compromettants. Sam devra récupérer une clé de chiffrement détenue par un certain Ivan et au cours de cette mission, Junior Wilkes sera abattu par un mercenaire géorgien sur le toit d'un immeuble dans les versions PS3 et Xbox.
Mission 7 : Centrale Nucléaire (PS2)
Cette mission est disponible uniquement sur PS2 par ailleurs Sam porte, durant un certain temps, une combinaison différente qui est blanche puisque la mission se déroulera en partie dans la neige. Après les informations requises lors de la mission Kalinatek, Lambert apprend que Nikoladze utilise une centrale nucléaire en Russie afin de subvenir à ses besoins. Sam devra retirer des informations afin de comprendre l'utilité de la centrale pour Nikoladze. Sam contactera Lambert pour une extraction qui se fera proche du métro situé sous la centrale. Junior Wilkes sera abattu par un garde russe, d'une rafale de Kalachnikov, ce dernier sera tué à son tour par Sam Fisher d'une balle à l'épaule gauche.
Mission 7 : Ambassade de Chine 
Sam devra se rendre en Birmanie (Myanmar) pour finalement enregistrer une conversation téléphonique (avec le micro-laser) entre Nikoladze et Kong Feirong, général chinois à l'ambassade de Chine. Ce général était quelqu'un de très haut gradé dans l'armée de Libération du Peuple.
Mission 8 : Abattoir 
Grâce à la précédente conversation téléphonique enregistrée, Sam apprendra qu'il y a des soldats américains retenus prisonniers à l'abattoir de Mouke Tsoe Bo. Sam devra s'y rendre, sauver les soldats américains et des dignitaires chinois puis tuer Grinko.
Mission 9 : Ambassade de Chine 2 
Sam devra retourner à l'ambassade de Chine pour prouver que Kong Feirong agit sans l'accord du gouvernement chinois et aussi pour détruire les armes nucléaires de Kong Feirong qui s'apprêtent à quitter l'ambassade. Sam abattra Feirong (qui a lui-même abattu deux de ses soldats) après l'avoir obligé de retirer les informations de son ordinateur. Le lendemain, le monde entier apprend la mort de Feirong ainsi que les choses qu'il avait projetées.
Mission 10 : Palais présidentiel 
Sam se rendra au palais présidentiel de Géorgie pour capturer Nikoladze, car Echelon 3 a découvert dans les sous-sols du palais présidentiel l'Arche, une MSDA, Munition Spéciale de Destruction Atomique et il pense que Nikoladze va revenir la chercher.
Mais il s'est avéré que ce qu'il y avait dans ces sous-sols n'était pas l'Arche mais sa clé d'activation, Sam la récupère et tue Nikoladze peu de temps après. L'Arche est retrouvée à quelques kilomètres de Washington, D.C. puis désamorcée. L'histoire se termine avec Sam en compagnie de sa fille regardant le journal à la télévision soit sur un bateau (PS2) soit dans leur maison (PS3/Xbox). Ils apprendront que le président offre une médaille d'honneur aux soldat américains pour avoir empêché une nouvelle guerre mondiale et d'avoir neutralisé Nikoladze. Sam rira de la naïveté des Américains puisque c'est lui et Échelon 3 qui auront accompli la mission mais sera rapidement appelé par Lambert. Sam répondra : « Oui Lambert ?! » Un grand silence s'ensuit mais on peut penser qu'il est contacté pour une nouvelle mission.

#### Missions bonus
Trois missions bonus ont été proposées en téléchargement sur le Xbox live. L'édition « Xbox Classic » du jeu les propose également. La version Gold de Splinter Cell propose aussi ces trois missions sur PC.
Les missions sont:
- La péninsule de Kola

Dans cette mission, Sam devra infiltrer une des dernières cellules de commando de Nikoladze : une usine de nickel abandonnée de 
la péninsule de Kola en Russie.
Il devra récupérer un code informatique ayant été utilisé dans la guerre de l'information par Phillip Masse, et tuer ce dernier.
On apprendra que le colonel Alekseevich lancera l'instruction de s'emparer d'une base navale; c'est la prochaine mission de Sam.
- Le chantier naval Russe de la péninsule de Kola (Vselka infiltration)

Dans cette mission, Fisher devra découvrir pourquoi les Spetsnaz se sont emparés de la base navale de Kola (le chantier naval). Il va s'avérer qu'un sous marin y baigne actuellement et qu'il transporte des missiles SS-20-N Sturgeon. On doit aller parler au seul marin encore en vie, Bobrov pour savoir comment entrer dans le sous-marin. Il faut accéder à la salle des commandes pour faire remonter le sous-marin pour pouvoir y entrer.
- Le sous-marin Vselka

Cette mission est la suite de Vselka infiltration. On se retrouve dans le sous-marin nucléaire Vselka afin de savoir si les missiles Sturgeon ont été volés ou non et dans quels buts ils seront utilisés.

## Système de jeu
Les nombreuses interactions avec les personnages non-joueurs ont largement contribué au succès du jeu lors de sa sortie. Sam Fisher peut en effet saisir un personnage après l'avoir approché furtivement, avant de le contraindre à coopérer (parler, ouvrir une porte protégée par un scanner rétinien...). Il est également capable de s'en servir comme otage pour se soustraire à une fusillade ou même comme bouclier humain.
De plus, il possède un arsenal diversifié : outre l'équipement de base (fusil d'assaut modulable 5,56 mm et pistolet silencieux 5,72 mm), Fisher dispose de gadgets plus ingénieux les uns que les autres :
| Outils d'intervention | Objets modulables sur le SC-20k |
| --- | --- |
| - Passe-partout (outil de crochetage) : appareil permettant de crocheter les serrures mécaniques ; - Crochet explosif : ressemblant au passe-partout, cet outil permet de faire sauter une serrure discrètement et rapidement ; - Câble optique : mini-caméra à glisser sous une porte pour voir ce qui se passe dans la pièce ; - Micro-laser : appareil à adapter sur le pistolet silencieux, permet d'écouter une conversation à distance en analysant par laser les vibrations d'une vitre ; - Brouilleur de caméras : instrument permettant de désactiver de façon temporaire les caméras de surveillance par l'intermédiaire de micro-ondes ; - Lunettes de vision spéciale : appareil offrant la vision nocturne et la vision thermique. | - Anneau annulaire : projectile délivrant une forte énergie cinétique à la cible au moment de l'impact dans le but d'assommer les gardes ; - Électrocuteur : objet recouvert d'une matière adhésive pour rester accroché à la cible pendant qu'elle se fait électrocuter ; - Caméra glu : mini-caméra permettant de voir en vue panoramique dans les 3 modes de vision ; - Caméra de diversion : caméra permettant d'attirer l'attention des ennemis en produisant un sifflement, avant de les endormir avec une cartouche de gaz ; - Grenade à gaz : cartouche de gaz CS, permettant de faire perdre connaissance à un groupe d'ennemis. |

Sam Fisher est capable d'effectuer une grande variété de mouvements. Il est par exemple capable de faire un saut écart pour prendre appui avec ses jambes sur les deux murs d'un couloir suffisamment étroit, et de se laisser retomber sur un ennemi pour l'assommer ou sortir son pistolet pour tirer. Il peut également se suspendre à toutes sortes de câbles ou de tuyaux pour se déplacer sur le terrain d'opérations.

## Accueil

### Critique
Tom Clancy's Splinter Cell a été reçu très positivement par la critique lors de sa sortie. En effet, sur le site Metacritic, Tom Clancy's Splinter Cell obtient une note très positive de la presse américaine de 91 sur 100 sur PC et de 89 sur 100 sur Playstation 2. Il est apprécié pour ces graphismes, les sons ambiants, musiques caractéristiques des situations du jeu et des dialogues de notamment Irving Lambert lors d’un échec de mission. Sa jouabilité au clavier et à la souris ou à la manette et aussi relevé par la presse américaine.

### Ventes
Splinter Cell a rencontré un grand succès commercial[réf. nécessaire].

### Récompenses
- E3 2002 : « Best Action/Adventure Game », Game Critics Awards